# K-T rozhraní
Rozhraní K–T (křída – terciér; nověji spíše K-Pg) je geologickou hranicí mezi druhohorní a třetihorní (či nověji kenozoickou) érou (dnes se ve vědecké literatuře používá spíše termín K-Pg, tedy křída-paleogén). V současnosti je datována na zhruba 66,0 milionu let před současností (s rozptylem asi 30 tisíc let). Na tomto rozhraní zároveň došlo k jednomu z největších hromadných vymírání v dějinách planety, kterému padly za oběť mnohé skupiny živočichů i rostlin. Následkem tohoto vymírání, které se také označuje jako vymírání K–T, zmizeli z naší planety neptačí dinosauři, četní mořští plazi, ptakoještěři, téměř všichni hlavonožci amoniti a mnohé další skupiny tehdejších živočichů.

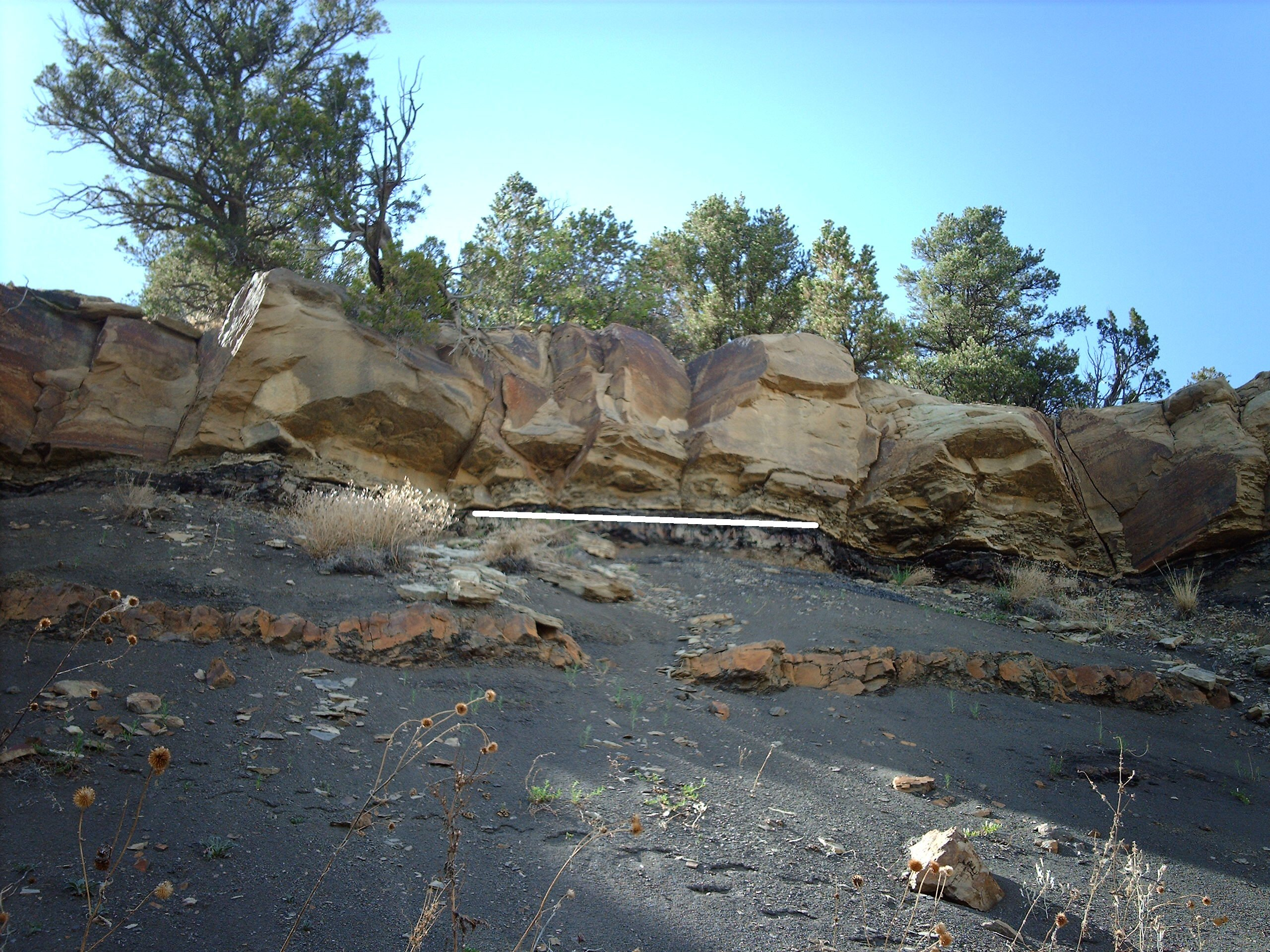
Hranice K-Pg zvýrazněná u sedimentů na území Trinidad Lakes State Park

## Význam
Katastrofa K–T je poslední ze série pěti intenzivních masových vymírání, které významně zasáhly do vývoje organického života na planetě Zemi (tzv. Velká pětka vymírání). Po této katastrofické události nastává éra kenozoika ("nového" života), která trvá dodnes a je ve znamení rapidního nástupu savců a ptáků ve většině suchozemských ekosystémů.
Geologicky je K-Pg rozhraní velmi dobře odlišitelné od okolních sedimentů díky červené až černé tenké vrstvě jílových usazenin s vysokou koncentrací jinak vzácného prvku iridia, ležící právě mezi sedimenty svrchní křídy a paleocénu (tzv. Iridiová anomálie). Tato vrstva se nachází po celém světě, přičemž její tloušťka kolísá od několika centimetrů po několik desítek centimetrů. Vrstva byla prvním vodítkem, které naznačovalo, že k zániku druhohorních ekosystémů vedla událost kosmického původu. Následné odhalení Chicxulubského kráteru, datovaného právě do doby před 66 mil. lety, tuto domněnku jen potvrzuje. Není ale zatím jasné, zda pro vymírání byl dopad obřího meteoritu hlavním a jediným důvodem, či zda šlo o souhru víc událostí zároveň (viz Příčiny K–T vymírání).
Nejznámější obětí tohoto vymírání jsou neptačí dinosauři, kteří měli vyhynout právě před 66 miliony let. Od 80. let se ale objevují domněnky o jejich možném přežití do nejstarších třetihor (paleocénu). Ty však nejsou obecně uznávané a průkazný doklad není dosud k dispozici. Jisté je, že neptačí dinosauři žili ještě přinejmenším několik tisíc let před dopadem planetky Chicxulub, jak ukázaly objevy série stop kachnozobých a rohatých dinosaurů pouhé decimetry pod touto hraniční vrstvou v oblasti Raton Basin na jihu státu Colorado.
Stejného stáří je také dnes již hluboko pohřbený obří impaktní kráter Chicxulub, jehož průměr možná přesahoval 200 kilometrů a patří tak k největším dopadovým strukturám, dochovaným na povrchu planety Země.
Některé výzkumy naznačují, že původcem kráteru Chicxulub byl temný, "primitivní" asteroid, jehož původ bychom mohli dohledat ve střední nebo vnější části hlavního pásu planetek ve vzdálenosti větší než 2,5 astronomické jednotky.
Chemický rozbor mořských sedimentů z hranice K-Pg v Německu potvrdil, že v této době došlo ke globální události (pád planetky) i ke zvýšené aktivitě vulkanismu na území dnešní Indie.

## Rychlost vymírání
Ačkoliv dříve převažovaly názory o pozvolném a postupném vymírání na konci křídy, v současnosti nové výzkumy ukazují, že na celém světě pravděpodobně proběhla hlavní vlna vymírání velmi rychle, nejspíše v řádu jednotlivých let či ještě rychleji. Doklady o masivním a náhlém vyhynutí dnes poskytují lokality v Severní Americe, Evropě, Argentině, na Novém Zélandu nebo i v Antarktidě. Hlavní příčinou byl podle současných představ dopad planetky Chicxulub, zesílený účinkem masivní sopečné činnosti v Indii (vznik Dekkánských trapů) a snad i dalších průvodních jevů, souvisejících například se změnami klimatu.
K dopadu asteroidu došlo pravděpodobně na přelomu astronomického jara a léta (na severní polokouli, konkrétně v období dubna až června). Nasvědčují tomu rozbory aktivity hmyzu a ryb na paleontologické lokalitě Tanis v Severní Dakotě.